# Le Vermont
Le Vermont è un comune francese di 53 abitanti situato nel dipartimento dei Vosgi nella regione del Grand Est.

## Società

### Evoluzione demografica
Abitanti censiti